# ویلیام هروی لیم والاس
ویلیام هروی لیم والاس (انگلیسی: W. H. L. Wallace; ۸ ژوئیهٔ ۱۸۲۱ – ۱۰ آوریل ۱۸۶۲) فرد نظامی اهل ایالات متحده آمریکا بود.